# マリー＝シャルロット・ド・ラ・トレモイユ

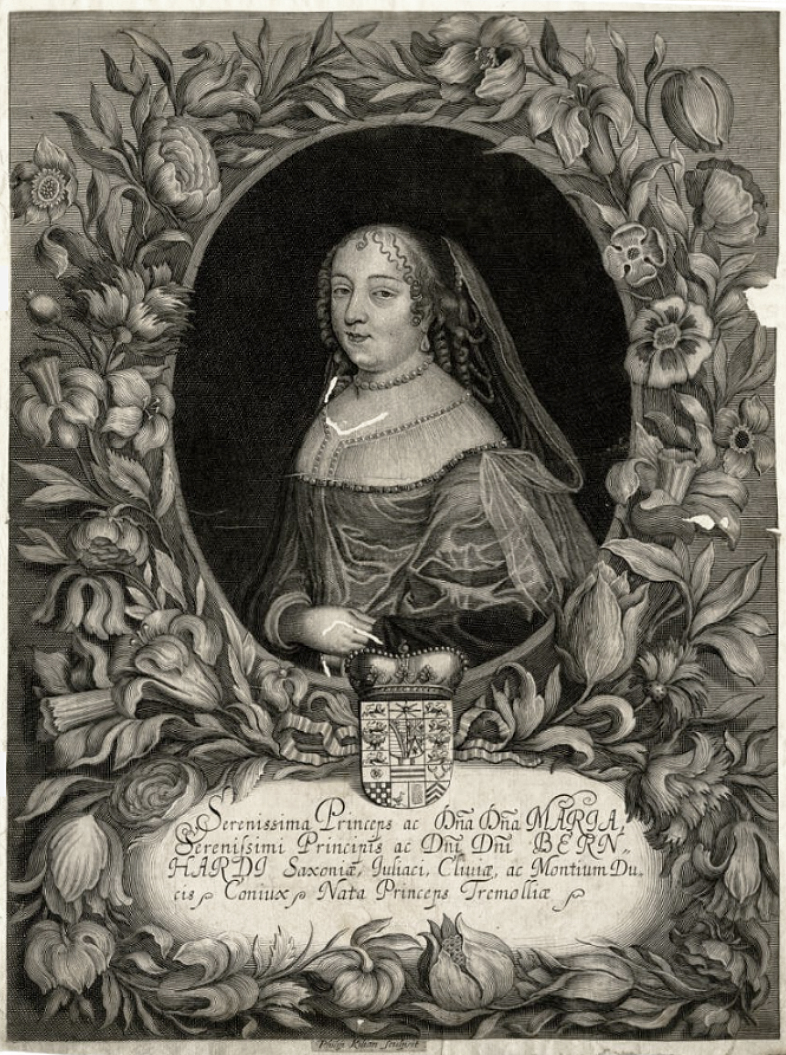
マリー＝シャルロット、P・キーリアンによる銅版画

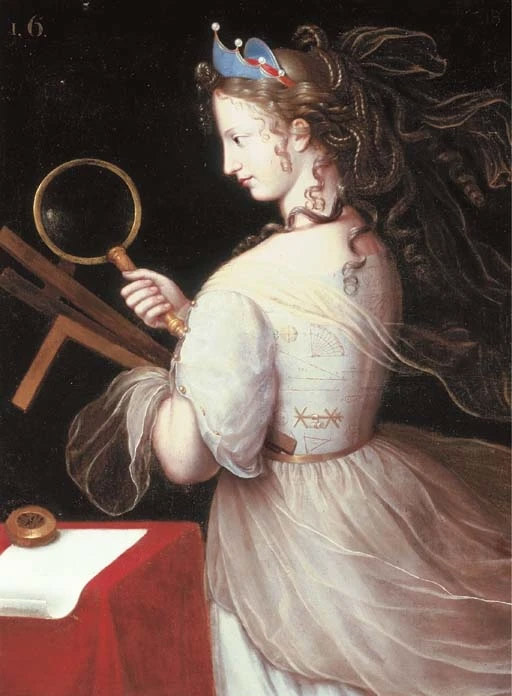
「幾何学の寓意」としてのマリー＝シャルロット、H・ボーブランによる肖像画

マリー＝シャルロット・ド・ラ・トレモイユ（Marie-Charlotte de La Trémoille, 1632年1月26日 トゥアール - 1682年8月24日 イェーナ）は、ブルボン朝時代フランスの貴族女性で、ドイツのザクセン＝イェーナ公ベルンハルトの妻。

## 生涯
トゥアール公アンリ1世と妻マリー・ド・ラ・トゥール・ドーヴェルニュの間の第4子・次女。両親は従兄妹同士で、共にオラニエ公ウィレム1世の孫である。ザクセン＝ヴァイマル公ヴィルヘルムがフランスのルイ14世王に接近するため、四男ベルンハルトの妻をフランス宮廷から迎えたいと打診した。花嫁の選定は難航し、8か月の長期に渉ったが、プランス・エトランジェ（他国諸侯）の身分を持つラ・トレモイユ家の息女マリー＝シャルロットに決まった。2人の結婚式は1662年6月10日パリで行われた。新郎が23歳なのに対して、新婦は7歳年上の30歳だった。
夫妻はベルンハルトが分割相続で受け取ったイェーナの所領に住んだ。夫婦生活は不幸で、ベルンハルトはマリー＝シャルロットと離縁して宮廷の侍女の1人で妾にしたマリー・エリーザベト・フォン・コスポートとの再婚を望むようになった。ベルンハルトに仕えるプロテスタント神学者や法曹は皆、公爵の離婚に正統な根拠を与えられないとして反対したため、ベルンハルトは1674年、イエズス会士アンドレアス・ヴィーガント（Andreas Wigand）の司式でマリー・エリーザベトとの婚礼を強行した。これは君主の重婚事件として取り沙汰されたため、ベルンハルトはこの再婚を無効と宣言してマリー＝シャルロットと和解した。和解の翌年の1675年、公爵夫妻は後継者となる男子を得た。
1678年に夫と死別した。1682年50歳で亡くなり、イェーナの市街教会（Stadtkirche）に埋葬された。

## 子女
夫との間に5子があった。
- ヴィルヘルム（1664年 - 1666年）
- 娘（1666年・死産）
- ベルンハルト（1667年 - 1668年）
- シャルロッテ・マリー（1669年 - 1703年） - 1683年ザクセン＝ヴァイマル公ヴィルヘルム・エルンストと結婚
- ヨハン・ヴィルヘルム（1675年 - 1690年） - ザクセン＝イェーナ公

## 引用・脚注
1. ↑  Freiherr von Spanheim, Ézéchiel (1973). Emile Bourgeois. ed (French). Relation de la Cour de France. le Temps retrouvé. Paris: Mercure de France. pp. 121, 344–345
2. ↑  Morganatic and Unequal Marriages in German Law [retrieved 28 September 2014].
3. ↑  Saxe-Weimar-Eisenach line in: : Royaltyguide.nl Archived 2014-10-06 at the Wayback Machine. [retrieved 28 September 2014].